# Anna-Eva Bergman
Anna-Eva Bergman, née le 29 mai 1909 à Stockholm et morte le 24 juillet 1987 à Grasse, est une peintre franco-norvégienne de la nouvelle École de Paris.

## Biographie
Anna-Eva Bergman naît en 1909 à Stockholm d’une mère norvégienne et d’un père suédois qui se séparent peu après sa naissance.
Elle fréquente l'Académie des arts appliqués en 1926-1927 et les Beaux-Arts d'Oslo en 1927-1928, puis poursuit sa formation à Vienne en 1928-1929 et à Paris, où elle est au printemps 1929 élève d'André Lhote. Elle se marie à l'automne 1929 avec le peintre Hans Hartung à Dresde  et expose à Dresde et à Oslo en 1931.
Après avoir séjourné à Minorque de 1933 à 1935, en France et en Italie, elle rentre en Norvège en 1939 où elle cesse de peindre pour raisons de santé durant presque dix ans. Cette même année, elle divorce d'Hans Hartung. Elle se consacre alors au journalisme, à l'illustration et à la caricature pour subvenir aux besoins du ménage. Elle retourne un temps en 1939 en Norvège pour étudier la philosophie.
En revenant dix ans plus tard à la peinture, Anna-Eva Bergman présente une nouvelle exposition à Oslo en 1950, s'établit à Paris en 1952 et se remarie avec Hans Hartung en 1957.
Elle réalise des gravures, eau-forte, burin, pointe-sèche, exposées à La Hune, participe régulièrement au Salon de Mai et expose en France, notamment à la Galerie de France, en Norvège et en Italie. En 1964, Anna-Eva Bergman effectue avec Hans Hartung un voyage le long des côtes norvégiennes durant lequel elle réalise plus de mille photographies.
À partir de 1970, Hans Hartung et Anna-Eva Bergman vivent à Antibes. La fondation portant leurs noms y est créée en 1994.

## Expositions
Hans Hartung et Anna-Eva Bergman font partie des peintres réunis pour l'exposition « L'envolée lyrique, Paris 1945-1956 » présentée au musée du Luxembourg (Sénat), en avril-août 2006.
L’œuvre d'Anna-Eva Bergman, après l'exposition du musée des Beaux-Arts de Carcassonne de juin à septembre 1988, fait l'objet d'une rétrospective au domaine de Kerguéhennec en 2017.
Du 31 mars au 16 juillet 2023, le musée d'Art moderne de Paris présente la première grande rétrospective consacrée à Anna-Eva Bergman,.
Du 14 juin jusqu’au 24 novembre 2024, le Nasjonalmuseet à Oslo lui consacre une exposition « Becoming Anna-Eva Bergman » se focalisant essentiellement sur la période 1950-1975.

### À la fondation Hans Hartung et Anna-Eva Bergman
En 2022, la fondation Hartung-Bergman ouvre au public après deux ans de chantier pour une exposition inédite « Les archives de la création », du 11 mai au 30 septembre. Suivront :
- « Cosmic Trip - Entre rêves et science »[10], du 1er mai au 29 septembre 2023
- « Hans Hartung, Anna-Eva Bergman, Terry Haass - Le partage du sensible »[11], du 15 avril au 27 septembre 2024

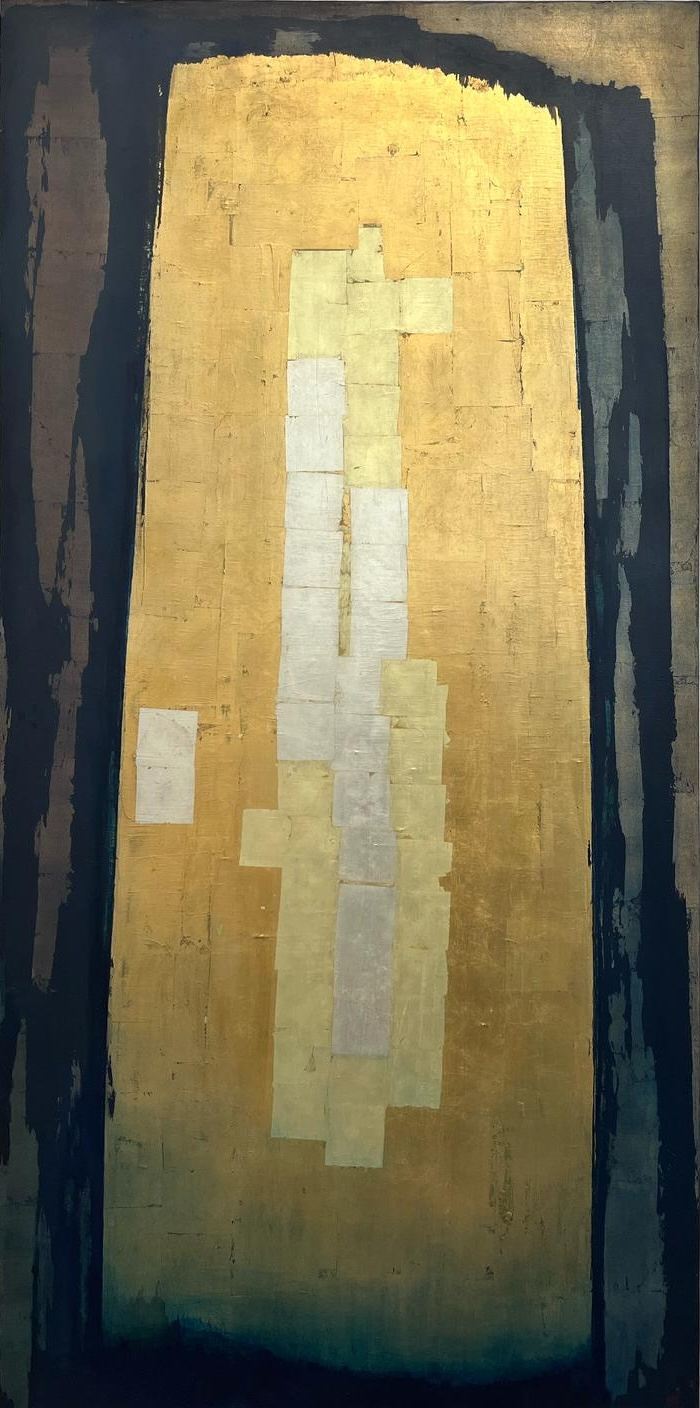
n°2-1964 stèle (1964), Musée d'Art Moderne de Paris.

## L'œuvre
Jusqu'en 1939, Anna-Eva Bergman, influencée par Edvard Munch, peint des paysages et des nus expressionnistes. Recommençant à peindre en 1948, elle s'oriente vers une expression dépouillée autour des formes simplifiées d'arbres, de murs, de rochers ou de barques, de soleils et de lunes. Elle associe à des tons sombres l'intégration du métal, or et argent. Cette évolution la mène à l'abstraction.
L’usage très spécifique de la feuille de métal est sa signature : or, argent, aluminium, étain, cuivre, plomb, bismuth.

### Réception critique
« Elle réalise une œuvre où les espaces imaginaires, glacés, visions d'icebergs et de fjords sont transcrits à partir de volumes aux arêtes découpées, avec une palette sombre ou claire, dont elle broie les couleurs, les oxydes [...]. Une peinture pure, décantée dont le minimalisme invite à la méditation. »

— Lydia Harambourg, 2011